# Sammy Masters
Sammy Masters (* 18. Juli 1930 in Sasakawa, Oklahoma; † 8. März 2013 in Orange, Kalifornien) war ein US-amerikanischer Rockabilly-Sänger. Sein größter Erfolg war Rockin’ Red Wing.

## Leben

### Kindheit und Jugend
Sammy Masters ist der Sohn eines Ölfeldarbeiters. Nach eigener Aussage fuhr Masters Vater bei seiner Geburt in die nächste Stadt, um einen Arzt zu holen. Als der Arzt dann ankam, war Sammy Masters schon geboren. Er interessierte sich schon früh für Musik. Beeinflusst wurde er von den Cowboy-Sängern Gene Autry, Roy Rogers und Tex Fletcher, die er sich im Kino ansah sowie der Grand Ole Opry und Bob Wills. Im Alter von zwölf Jahren trat er erstmals im Radio KVOO auf. Kurz danach bestritt er einen Auftritt mit Johnny Lee Wills, dem Bruder von Bob Wills. Ende der 1940er Jahre zog die Familie nach Kalifornien, wo er seine Schulzeit erfolgreich beendete. Zudem spielte er ungefähr ein halbes Jahr mit dem Country-Sänger Spade Cooley, der sich zu der damaligen Zeit großer Beliebtheit erfreute.

### Anfänge
Seine erste Single, Lost Little Nickel, spielte er bei den Cormac Records 1950 ein. Nach seiner zweiten Platte Crazy River wurde er zur Armee eingezogen und nach Korea versetzt, wo er am Koreakrieg teilnahm. Als er 1954 entlassen wurde, unterschrieb er einen Plattenvertrag bei den 4 Star Records.

### Karriere
Seine erste Veröffentlichung dort, Turn The Cards Slowly, sollte später ein Hit für Patsy Cline werden. Doch Masters war wenig an weiteren Country-Titeln interessiert, viel lieber wollte er sich dem Rockabilly widmen. 1956 fand dann die erste Rockabilly-Session mit dem Gitarristen Jimmy Bryant statt, bei der die Titel Pink Cadillac und Whop-T-Bop eingespielt wurden. Erwähnenswert ist hier, dass Masters nicht Rhythmusgitarre bei der Rockabilly-Session im November 1956 spielte, sondern Kontrabass spielte und sang. Neben Masters und Bryant bestand die Hintergrundband des Weiteren aus Jerry Miller (Steel Guitar) und Jimmy Randall (Schlagzeug). Andere Quellen nennen Ralph Roe als Leadgitarristen. Ein Jahr später wurde der Pink Cadillac bei den Modern Records mit hinzu gemischtem Schlagzeug unter dem Namen Johnny Todd wieder veröffentlicht. Unterdessen brachte Masters seine nächste Single, die Ballade Angel heraus. Im selben Jahr bestritt er verschiedene Auftritte in der Town Hall Party, einer der erfolgreichsten Radio- und Fernsehsendungen der Westküste. Der Durchbruch gelang ihm jedoch nicht. Seine letzte Single Jodie, mit der B-Seite If I Could See The World, das ebenfalls wieder von Patsy Cline gecovert wurde, erschien 1957. Enttäuscht von den Misserfolgen der Singles verließ er 4 Star.
Masters fand danach eine Anstellung bei American Music als Songwriter. Kurz darauf unterzeichnete er auf Anfrage von Terry Fell bei dessen Label Lode Records und veröffentlichte den Titel Rockin’ Red Wing. Der Titel war schon 1927 von dem Country-Musiker Riley Puckett aufgenommen worden und wurde von dem Musiker Chattaway geschrieben. Überrascht durch den Erfolg (der Titel erzielte Platz 64 der Billboard Pop-Charts), veröffentlichte er weitere Platten – diesmal jedoch ohne Erfolg. 1961 erreichte Patsy Cline mit Crazy die Spitze der Charts. Der Titel wurde von Willie Nelson, einem guten Freund Masters geschrieben und auf der B-Seite erschien Masters Song Who Can I Count On?, der von dem enormen Erfolg profitierte. Viele bekannte Sänger, unter anderem Bobby Darin und Wayne Newton, nahmen ihre Version des Titels auf. Im selben Jahr hatte Masters sein eigenes Label gegründet, auf dem er in den folgenden Jahren weiterhin Singles veröffentlichte. Gleichzeitig gelang ihm eine Karriere als TV- und Radiomoderator. Er hatte bis zu dessen Tod eine Radiosendung mit Johnny Horton und moderierte in den 1960er und 1970er Jahren Fernsehshows wie Jukebox Saturday Night und Country Music Time.
In den 1980er Jahren erreichte Masters im Zuge des Rockabilly-Revivals vor allem auch in Europa Berühmtheit und trat mit anderen Rockabilly-Stars wie Joe Clay, Merrill Moore und Otis Williams auf dem Rock’n’Roll Weekend in England auf. Masters starb 2013 im Alter von 82 Jahren in Orange, Kalifornien.

## Diskografie
| Jahr                    | Titel | Plattenfirma           |
| ----------------------- | --- | ---------------------- |
| 1951                    | Lost Little Nickel / May I Call You Darlin’?                                                                | Cormac Records         |
| 1956                    | Pink Cadillac / Some Like It Hot                                                                            | 4 Star Records         |
| 1956                    | Pink Cadillac / What’s Up                                                                                   | Modern Records *       |
| 1956                    | Whop-T-Bop / Flat Fleet                                                                                     | 4 Star Records         |
| 1956                    | Whop-T-Bop / 2 Rock-A-4                                                                                     | 4 Star Records         |
| 1957                    | Angel / My Heart is a Hobo                                                                                  | 4 Star Records         |
| 1957                    | Tall Grow the Sycamores / The Drifter                                                                       | Decca Records          |
| 195?                    | EP - Angel - My Heart Is A Hobo - Tall Grows the Sycamores - The Drifter                                    | Sammy Masters (4 Star) |
| ca. 1958/1959           | EP - Stop the World (And Let Me Off) - Pink Cadillac - A Wonderful Time Up There - Tall Grows the Sycamores | 4 Star Records         |
| 1958                    | Jodie / If I Could See the World                                                                            | 4 Star Records         |
| 1958                    | Whop-T-Bop / 2 Rock-A4                                                                                      | Moonglow Records       |
| 1958                    | Pink Cadillac / Some Like It Hot                                                                            | Moonglow Records       |
| 1959                    | Rockin’ Red Wing / Lonely Weekend                                                                           | Warner Bros. Records   |
| 1960                    | Rockin’ Red Wing / Lonely Weekend                                                                           | Lode Records           |
| 1960                    | Charolette (In the Pink Corvette) / Golden Slippers                                                         | Lode Records           |
| 1960                    | 'Charolette (In the Pink Corvette) / Golden Slippers                                                        | Dot Records            |
| 1961                    | Never / Pierre the Poodle and the Puppy Dogs                                                                | Lode Records           |
| 1962                    | Stick Around Joe / Remind Me Baby                                                                           | Galahad Records        |
| 1963                    | All Alone in San Antone / Roses Remind Me Of You                                                            | Galahad Records        |
| 1964                    | I Fought The Law (And the Law Won) / A Big Man Cried                                                        | Kapp Records           |
| 1964                    | Louisiana Jane / Barcelona Baby                                                                             | Kapp Records           |
| 1965                    | You Can Have Her / You Can Have Her (Instr.)                                                                | D&D Records            |
|                         | The Letter (from South Vietnam) / Little Ben                                                                | Galahad G-538          |
| Unveröffentlichte Titel | |                        |
|                         | - Gone Man Gone - Twin Pipes and Pin Stripes'                                                               |                        |
| 1959                    | - Rockin' Red Wing (alt. Version)                                                                           | Warner Brothers        |

* Version von Pink Cadillac mit hinzu gemischtem Schlagzeug